# Hildegard Grube-Loy
Hildegard Grube-Loy (* 28. April 1916 in Königsberg; † 3. November 2002 in Blekendorf) war eine deutsche Aquarellmalerin.

## Leben

### Familie
Hildegard Grube-Loy war eine Tochter aus der ersten Ehe des Malers Ernst Schaumann und wuchs in Warnicken bei Königsberg auf. Sie hatte noch einen jüngeren Bruder, der als Soldat während des Zweiten Weltkriegs bei Moskau fiel.
Sie war seit dem 19. Dezember 1936 in erster Ehe mit dem Maler Heinrich Loy verheiratet; ihr gemeinsamer Sohn Heiner wurde am 28. Februar 1937 in Berlin geboren. Im März 1945 heiratete sie Georg Grube († 6. November 1946) in zweiter Ehe und lebte von 1948 bis 1955 mit dem Maler Werner Rieger (1921–2008) zusammen, gemeinsam hatten sie einen Sohn, Karl-Werner (* August 1949).

### Ausbildung
Hildegard Grube-Loy erhielt eine Ausbildung in Modezeichnen, Schneiderei und Kunstgewerbe in Berlin, musste allerdings feststellen, dass sie für diese Ausbildung nicht geeignet war, darauf ging sie 1935 an die Berliner Kunstakademie. Hierzu gab sie einige Malproben ab, die dort belächelt wurden, weil nur malerisch Vorgebildete zur Aufnahmeprüfung angenommen wurden, in ihrem Fall wolle man jedoch eine Ausnahme machen.
Aufgrund eines Bürofehlers kam sie dann zur Aufnahmeprüfung der Fortgeschrittenen für die Meisterklassen. Hierbei saß ihr der Maler Heinrich Loy (* 1907; † August 1941) aus Nürnberg am Tisch gegenüber, der sofort erkannte, dass sie sich in der falschen Aufnahmeprüfung befand, allerdings der Meinung war, dass sie Talent hatte und den Fehler des Aufnahmebüros nicht verriet. In den folgenden Tagen begann er eine intensive Zeichenausbildung mit ihr, sodass sie, als die Ergebnisse der Prüfungskommission bekannt gegeben werden sollten, für die Anfängerklasse aufgenommen wurde; sie fand hierbei Unterstützung bei Professor Wilhelm Tank, der mit in der Prüfungskommission saß und gemeinsam mit ihrem Vater studiert hatte. Während der Ausbildung an der Akademie hatte sie Anatomie und Modellierunterricht bei Wilhelm Tank, weiteren Unterricht hatte sie bei Otto Richter, zudem war sie in der Grafikklasse für Lithografie und Kupferdruck.

### 1936 bis 1945
Nachdem Heinrich Loy seine Ausbildung an der Kunstakademie beendet hatte, verließ auch Hildegard Grube-Loy 1936 ihren Studienplatz und reiste zurück in die Heimat, wohin Heinrich Loy ihr folgen wollte, dieser konnte jedoch erst im Frühjahr 1936 nachkommen. Im Spätsommer wechselten sie in das Fischerdorf Pillkoppen auf der Kurischen Nehrung und im November an die Samlandküste in Warnicken. Ende November fuhren sie dann zurück nach Berlin und bezogen dort eine gemeinsame Wohnung. Während des Krieges wurde ihr Ehemann als Kriegsberichterstatter 1940 eingezogen und Anfang 1941 an die Front nach Russland versetzt.
Im August 1941 erhielt sie dann die Nachricht, dass ihr Ehemann gefallen sei. Während sie die Meldung erhielt, stand ihr die Familie von Lilly von Kieseritzky, die sie kurz zuvor kennengelernt hatte, bei. Bei Lilly von Kieseritzky befand sich auch deren Bruder Georg Grube, der von der Front kam und Urlaub machte; vor dem Krieg war er Stadtbaurat in Neumünster. Dieser gab an, er sei in der Nähe des Grabes von Heinrich Loy stationiert und könne dessen Grab fotografieren und so entstand eine Korrespondenz zwischen ihnen.
Nachdem im August 1941 ihr Ehemann gefallen war, zog sie wieder nach Berlin und nahm ihr Studium bei den Vereinigten Staatsschulen für freie und angewandte Kunst in Berlin-Charlottenburg unter Ludwig Bartning, Otto von Kursell und Wilhelm Tank erneut auf, aber nachdem die Luftangriffe immer mehr zunahmen, wich sie im gleichen Jahr nach Kleinkuhren in Ostpreußen aus. Weil die Gefahr bestand, dass sie zum Kriegsdienst eingezogen wird, meldete Hildegard Grube-Loy sich 1942 zu einem Studium bei Professor Alfred Partikel an der Kunstakademie Königsberg an.
Nachdem Königsberg 1944 im Bombenhagel niedergebrannt war, konnte sie, gemeinsam mit ihrem Sohn, im letzten Transport des Roten Kreuzes im Bahntransport nach Sachsen fahren und wurde dort von einer Bauernfamilie in Hausdorf bei Frankenberg aufgenommen.
Georg Grube wurde inzwischen wegen eines schweren Herzleidens von der Front entlassen und in Posen zur Verteidigung der Stadt eingesetzt; dorthin hatte er auch seine Familie aus dem bombardierten Neumünster kommen lassen; kurz darauf verstarb seine Ehefrau an Krebs und Georg Grube konnte nach Hausberg zu Hildegard Grube-Loy fliehen, dort bat er sie ihn zu heiraten.
Im März 1945 heiratete sie Georg Grube und flüchtete mit diesem, dessen Sohn und ihrem Sohn nach Neumünster; der siebzehnjährige Sohn von Georg Grube war kurz zuvor noch zur Wehrmacht eingezogen worden und geriet in Kriegsgefangenschaft. Dieser war nach seiner Entlassung aus der Gefangenschaft nach Hausberg zurückgekehrt und konnte noch die Bildermappen von Heinrich Loy retten und bei der Familie Kieseritzky in Leipzig lassen; später konnten die Mappen über die Grenze nach Neumünster gebracht werden.

### Nach 1945
In Neumünster angekommen, stellte Hildegard Grube-Loy mit ihrem Ehemann fest, dass dieser inzwischen von den Engländern aus dem Bauamt entlassen worden sei und damit auch das Wohnrecht an seinem Haus verloren hatte, dieses hatte inzwischen ein Lehrer erhalten; sie durften allerdings im dritten Stock des Hauses ihr Quartier beziehen. Kurz darauf wurde Georg Grube von den Engländern im Lager Stukenbrok interniert, weil er verdächtigt wurde, Nationalsozialist zu sein; er verstarb dort am 6. November 1946.
Finanziell wurde sie später, gemeinsam mit den zwei Söhnen von Georg Grube und ihrem Sohn, vom Sozialamt versorgt. Die Freigabe der Pensionsgelder ihres Ehemannes erfolgte erst 1948, nachdem Aussagen der Mitarbeiter des Bauamtes und weitere Gutachten seine Unschuld als Nationalsozialist belegten.
Nachdem das Haus von Georg Grube von den Engländern beschlagnahmt worden war, griff der Stadtbaurat-Nachfolger helfend ein und vermittelte ihr eine Wohnung in Plön; inzwischen hatte sie ihre Malerarbeiten wieder aufgenommen und hierbei den Maler Werner Rieger (1921–2008) kennengelernt. Von 1948 bis 1955 lebte sie mit ihm in einer Gemeinschaft in Nienthal bei Lütjenburg. Nach der Trennung blieb sie mit ihrem Sohn Karl-Werner Rieger bis 1962 in Lütjenburg wohnen und zog dann auf den Trakehner-Gestütshof Katarinental in Wangels zu Erdmuthe von Zitzewitz († 2011) um.
Mit der Neugründung des Künstlerbundes Schleswig-Holstein (heute: Bundesverband Bildender Künstlerinnen und Künstler Landesverband Schleswig-Holstein e. V.) nahm sie an den Landesschauen Schleswig-Holsteinischer Künstler von 1954 bis 1961 sowie an den Ausstellungen im Plöner Schloss teil.
Sie war eine Aquarellmalerin und neben der Landschaftsmalerei pflegte sie besonders die Darstellung des ruhenden und bewegten Tieres in der freien Landschaft.
Hildegard Grube-Loy war mit der Plöner Malerin Elisabeth Jaspersen (1900–1994) befreundet, mit der sie gemeinsam nach Jotenheimen am Sonefjord in Norwegen reiste. Im August 1975 reiste mit deutsch-schwedischen Freunden nach Björkliden am See Torneträsk in Nordschweden und war von der dortigen Natur und Landschaft fasziniert. Sie zeichnete dort, so viel es ihr möglich war und sich für Bildkompositionen eignete. In ihrer Unterkunft entwickelte sie dann nach diesen Skizzen ihre Aquarelle. In den Zeiten der Mitternachtssonne war sie in den hellen Nächten auf Skiwanderungen und übernachtete im Schlafsack auf einem Rentierfell in der freien Natur, hierbei wurde sie von den Nordlichtern in den Bann gezogen.
Im Frühjahr 1984 stellte sie ihre Lapplandarbeiten in einer Galerie im schwedischen Kiruna aus und hierbei unter anderem ein großformatiges Aquarell eines Nordlichts aus.
1987 wurde sie vom schwedischen Institut für Raumphysik zu einer Ausstellungsbeteiligung speziell für Nordlichtdarstellungen eingeladen und lernte hierbei den Institutsdirektor Bengt Hultqvist (1927–2019) kennen. Dieser machte ihr bewusst, dass ihr Streben beim Malen der Nordlichter die Suche nach dem kosmischen Kontakt war. Erst durch diese Aussage wurde ihr klar, dass beim Malen des Lichtgeschehens bei ihr der unbewusste Wunsch entstand, mit hineingenommen zu werden.
In den folgenden Jahren bereiste sie das südlichere schwedische Lappland, nahe der Ostsee bei Umeå, und arbeitete dort bis 1995; anschließend beendete sie ihre Malarbeiten, unter anderem auch aus gesundheitlichen Gründen.
Ihre Aquarelle und ihre Kohlezeichnungen aus Norwegen und Schweden gelten als besonders eindrucksvoll, schildern sie doch eindringlich die typische Landschaft am Polarkreis. Neben den skandinavischen Landschaften waren es vor allem Tierbilder, die Hildegard Grube-Loy schuf.
Ihre letzten Lebensjahre verbrachte sie im Windmühlenkamp in Blekendorf.

## Mitgliedschaften
- Sie war Mitglied des Bundesverbandes Bildender Künstlerinnen und Künstler Schleswig-Holsteins.

## Werke (Auswahl)
- Im Märzlicht, 1958 im Kulturamt Kiel.
- Bühnen im Kulturamt Kiel.